# Суарес, Луис Фернандо
Луи́с Ферна́ндо Суа́рес (исп. Luis Fernando Suárez; род. 23 декабря 1959, Медельин) — колумбийский футболист, защитник. Выступал на позиции защитника в «Атлетико Насьональ» и «Депортиво Перейра». По окончании спортивной карьеры стал тренером.

## Карьера
С 1987 по 1993 год выступал за «Атлетико Насьональ». С ним он выиграл в 1989 году Кубок Либертадорес, обыграв в финале по пенальти «Олимпию». В 1994 перешёл в «Депортиво Перейра». Через год завершил карьеру.
В 1999 возглавил «Атлетико Насьональ». В дебютном сезоне стал чемпионом Колумбии. В следующем году был уволен. В 2001 руководил двумя коллективами — «Депортиво Кали» и «Депортес Толима». В 2003 году возглавил эквадорский «Аукас», а через год национальную сборную Эквадора, сменив на этом посту Эрнана Гомеса. С ним команда во второй раз в своей истории пробилась на чемпионат мира. В 2006 году в Германии Эквадор вышел из группы, но проиграл в 1/8 финала Англии. В следующем году на Кубке Америки эквадорцы проиграли все три матча. Но Луис Суарес не ушёл, пообещав улучшить результаты. В отборочном цикле на ЧМ 2010 Эквадор проиграл три стартовых матча с общим счётом 1:11. После этого Суарес был уволен. Он вернулся в «Сосьедад». В 2009 работал с «Атлетико», позже возглавлял перуанский «Хуан Аурич». В 2011—2014 годах тренировал сборную Гондураса.

## Достижения
В качестве игрока
- Чемпион Колумбии: 1981
- Победитель Кубка Либертадорес: 1989

В качестве тренера
- Чемпион Колумбии: 1999